# Källfallsgölen
Källfallsgölen är en sjö i Askersunds kommun i Närke och ingår i Motala ströms huvudavrinningsområde. Sjöns area är 0,004 kvadratkilometer och den är belägen 123 meter över havet.